# Sergio Robbiano
Sergio Robbiano (Palermo, 31 marzo 1966 – Torriglia, 30 giugno 2014) è stato un designer italiano.
Ha iniziato la sua carriera sotto la guida di Massimo Tamburini, entrando nello studio del CRC (Centro Ricerche Cagiva) della Cagiva diretto appunto da Massimo Tamburini nel '91.
Sotto la guida del direttore del CRC, Sergio Robbiano creò le linee della Mito ev del '94 (riprendendo le linee della 916), così come le linee della Ducati 916 (sotto la supervisione di Massimo Tamburini), successivamente nel gennaio 1995 Sergio Robbiano fondò un suo studio "robbianodesign", creando varie linee, di cui molte per la Bimota, dove creò la Vdue 500 o per la Husqvarna varie serie dei suoi modelli, ma si ha la sua presenza anche per i caschi AGV, per le tute della Spidi.
È autore del design di Bimota DB5 (presentazione 2004) e Bimota DB6 Delirio (presentazione 2005). Nel 2004 vince il prestigioso Motorcycle Design Award nella categoria Supersport con la Bimota DB5. Nel 2005 la Bimota Delirio arriva seconda sempre al Motorcycle Design Award.
È scomparso nel 2014 all'età di 48 anni in un incidente stradale occorsogli nell'entroterra genovese mentre era in sella ad una delle motociclette da lui progettate.